# PRIDE 23
PRIDE 23: Championship Chaos 2 fue un evento de artes marciales mixtas producido por PRIDE Fighting Championships, celebrado el 24 de noviembre de 2002 en el Tokyo Dome de Tokio.

## Resultados
1. ↑  Por el Campeonato Mundial de Peso Medio del PRIDE FC.